# کفل (شهر)
کفل شهری در جنوب شرقی کشور عراق است. این شهر در حاشیه رود فرات و میان دو شهر نجف و حله در ۲۸ کیلومتری شمال کوفه قرار دارد و جمعیت آن بالغ بر ۱۵۰٬۰۰۰ نفر برآورد شده است.

## مکان ها
- مرقد رشید هجری [۱]
- مسجد نخیله
- مشهد ذوالکفل، مقبره منسوب به ذوالکفل